# Colonias de Cernícalo Primilla de Almendralejo
Colonias de Cernícalo Primilla de Almendralejo este o arie protejată (arie de protecție specială avifaunistică — SPA) din Spania întinsă pe o suprafață de 61,91 ha, integral pe uscat.

## Localizare
Centrul sitului Colonias de Cernícalo Primilla de Almendralejo este situat la coordonatele 38°41′08″N 6°24′19″W / 38.685556°N 6.405278°V.

## Înființare
Situl Colonias de Cernícalo Primilla de Almendralejo a fost declarat arie de protecție specială avifaunistică în iunie 2003 pentru a proteja 6 specii de animale.

## Biodiversitate
Situată în ecoregiunea mediteraneană, aria protejată nu include niciun habitat protejat.
La baza desemnării sitului se află mai multe specii protejate de  păsări (6): lăstunul mare (Apus apus), Apus pallidus, barză albă (Ciconia ciconia), lăstun de casă (Delichon urbica), Falco naumanni, rândunică (Hirundo rustica).
Pe lângă speciile protejate, pe teritoriul sitului au mai fost identificate 4 specii de păsări.